# Шинкаренко, Дмитрий Александрович
Дмитрий Александрович Шинкаренко (укр. Дмитро Олександрович Шинкаренко; род. 26 января 2000, Мариуполь, Донецкая область) — украинский футболист, защитник клуба «Буковина».

## Игровая карьера
Футболом начал заниматься в родном Мариуполе. В чемпионате Украины (ДЮФЛ) в период 2013—2017 годов провел 63 матча (2 гола), выступая за «Мариуполь» и ДВУФК (Днепропетровск). После чего до завершение 2019/20 сезона выступал за юношескую и молодежную команды «азовцев» в юношеском и молодежном чемпионате Украины. 
Взрослую футбольную карьеру начал в 2020 году и в течение четырех сезонов (2020—2024) стабильно выступал в составе перволиговых клубов: «Авангард» (Краматорск), «Горняк-Спорт» и «Прикарпатье». В составе последних отметился сверх результативностью как для игрока обороны: записав в свой актив 6 голов и 6 результативных передач в 34 матчах первой украинской лиги.
В июле 2024 года подписал контракт с перволиговым футбольным клубом «Буковина», с которой в сезоне 2024/25 стал полуфиналистом Кубка Украины (однако из-за перебора «желтых» в полуфинале не играл). В том же сезоне, а именно 26 октября 2024 года Дмитрий провел 100-й официальный матч в первой лиге Украины. С сезона 2025/26 привлекается к матчам черновицкого фарм-клуба: «Буковина-2» во второй лиге Украины.

## Статистика
| Украина             | Матчи | Количество забитых мячей |
| ------------------- | ----- | ------------------------ |
| Первая лига         | 110   | 9                        |
| Кубок               | 8     | 0                        |
| Вторая лига         | 2     | 0                        |
| Всего               | 120   | 9                        |
| Премьер-лига (U-21) | 32    | 0                        |
| Премьер-лига (U-19) | 24    | 1                        |
| Всего               | 56    | 1                        |
| Всего за карьеру    | 176   | 10                       |